# Cupcakes Taste Like Violence
Cupcakes Taste Like Violence ist die zweite Extended Play des amerikanischen Songwriters Jeffree Star, veröffentlicht am 8. Dezember 2008. Es war die erste Aufnahme, die unter Popsicle Records durch Warner Musics Independent Label Group veröffentlicht wurde. Die erste Single Lollipop Luxury wurde am 18. November 2008 veröffentlicht.

## Hintergrund
Nach der Ankündigung 2007, dass sein erstes Studioalbum, Beauty Killer auf bestem Wege sei, aufgenommen zu werden, begann Star seine erste Tour. Auf dieser Tour spielte er Songs, die für das Album geschrieben worden waren, unter anderem „Cupcakes Taste like Violence“ und eine Coverversion von Rockwells „Somebody’s Watching Me“. Star gab in einem Interview an, dass in dem neue Song Trace Cyrus und Mason Musso von Metro Station mitsingen. Jedoch wurden sie aufgrund einer Fehde zwischen der Band und Star durch Andrew de Torres von Danger Radio ersetzt.
Während der Tour kündigte Star Namen von verschiedenen Songs an, die Beauty Killer beinhalten würde, unter anderem „Picture Perfect!“ und „So Fierce“. Jedoch haben diese Songs es nicht auf die finale Version des Albums geschafft, aber eine Remix Version von „Lollipop Luxury“ featuring Nicki Minaj ist enthalten. Im folgenden Sommer, debütierte Star „So Fierce“ auf der Vans Warped Tour.
Die EP wurde mit dem Titel Cupcakes Taste Like Violence angekündigt. Zu dem Titel sagte Star: „Ich habe meine EP Cupcakes Taste Like Violence genannt, weil es mich an mich selbst erinnert. Ich mag süß aussehen, aber ich bin sehr gruselig und gewaltsam im Inneren.“

### Artwork
Das Albumcover und die Bookletfotos wurden von dem Fotografen und Filmemacher Austin Young geschossen.

### Arbeitstitel
- Der Song „Cupcakes Taste like Violence“ hatte den Arbeitstitel „Cupcakes & Violence (Which One Are You Choosing?)“.
- Der Song „Picture Perfect!“ hatte den Arbeitstitel „Mascara + Mistakes = Murder“.

## Veröffentlichung und Promotion
Als Beauty Killer für eine Veröffentlichung Ende 2008 angekündigt wurde, wurde sein Coversong von „Somebody's Watching Me“ als erste Single des Albums gewählt. Eine pinke Vinyl Disc wurde für eine Veröffentlichung im Oktober exklusiv bei Hot Topic angekündigt. Jedoch wurde das Album auf Sommer 2009 verschoben. Star begann dann damit, die Veröffentlichung von einem EP auf seinem MySpace-Profil zu promoten, mit „Starstruck“, eine neubenannte Aufnahme von „Somebody’s Watching Me“, als erste Single des Albums.
Um die EP zu fördern, kündigte Star an, dass „Starstruck“ als kostenloser Download am 3. Oktober 2008 auf MySpace veröffentlicht werde. Der Song wurde allerdings bereits am 28. September 2008 auf seinem PureVolume Profil verfügbar gemacht. Außerdem wurde ein Musikvideo für „So Fierce“ von Steves Peeps am 17. November 2008 veröffentlicht, um die folgenden Veröffentlichungen zu promoten.
Der Song „Cupcakes Taste Like Violence“ wurde in der beliebten MTV-Show „Paris Hilton: My New BFF“ gezeigt.

### Kontroverse
Nach der Veröffentlichung des Albums ging ein Video herum, dass Ähnlichkeiten zwischen Teilen aus Cupcakes Taste Like Violence und Moving in Stereo von The Cars aufzeigte, zu welchen Jeffree entgegnete: „Na und?“.

## Titelliste
| Titel                        | Länge | Autor(en)                                | Produzent(en)              |
| ---------------------------- | ----- | ---------------------------------------- | -------------------------- |
| Miss Boombox                 | 4:14  | Jeffree Star, Sami Diament, Sarah Hudson | Ultraviolet Sound          |
| Lollipop Luxury              | 4:07  | Jeffree Star, Nico Hartikainen           | Smile Future               |
| Cupcakes Taste Like Violence | 3:19  | Jeffree Star, Chris Qualls, Ryan Seaman  | Chris Qualls               |
| Picture Perfect!             | 4:06  | Jeffree Star, Nico Hartikainen           | Smile Future               |
| So Fierce                    | 3:24  | Jeffree Star, Chris Qualls               | Chris Qualls               |
| Heart Surgery (UvEV Remix)   | 3:19  | Jeffree Star, Chris Qualls               | Sami Diament, Chris Qualls |

## Mitglieder
- Jeffree Star – Gesang

Zusätzliche Musiker
- Lauren Baird – zusätzlicher Gesang in „Cupcakes Taste Like Violence“, „So Fierce“ und „Heart Surgery“ (UVEV Remix)
- Jordan Blake – zusätzlicher Gesang in „So Fierce“
- Sarah Hudson – zusätzlicher Gesang in „Miss Boombox“